# 周素明
周素明（1962年—），江苏涟水人，汉族，中华人民共和国政治人物、第十二届全国人民代表大会江苏地区代表，今世缘酒业董事长。
毕业于中央党校经济管理专业，工商管理专业，加入中国共产党。2013年，被选为全国人大代表。2018年2月24日，当选为第十三届全国人大代表。